# Wolfgang Fischer (Pädagoge)
Wolfgang Fischer (* 5. Januar 1928 in Leipzig; † 12. Juni 1998 in Sprockhövel) war ein deutscher Pädagoge und ab 1968 ordentlicher Professor für Pädagogik, ab 1972 in Duisburg. Er war Schüler Alfred Petzelts und Anhänger der transzendental-kritischen Pädagogik. In den 1960er Jahren wandte er sich von der prinzipienwissenschaftlichen Ausrichtung dieses Ansatzes ab und begründete die skeptisch-transzendentalkritische Pädagogik. Als Philosoph und Pädagoge beeinflussten ihn neben Petzelt und Immanuel Kant ebenso Gerhard Funke, Ludwig Wittgenstein, Jean-François Lyotard sowie vor allem Sokrates.

## Leben
Wolfgang Fischer wurde am 5. Januar 1928 in Leipzig gemeinsam mit seinem Zwillingsbruder Kurt-Gerhard Fischer als Sohn des Arbeiters Franz Fischer und der Prokuristin Magdalene Fischer, geborener Michael. Nach dem Abitur 1946 studierte er in Leipzig zunächst Evangelische Theologie, wechselte aber 1949 das Studienfach und belegte Psychologie, Pädagogik und Philosophie als Hauptfächer. Zu dieser Zeit war er neben dem Studium als Religionslehrer im Thomas-Gymnasium in Leipzig tätig.
Nachdem sein akademischer Lehrer und spätere Doktorvater Alfred Petzelt nach einem Veröffentlichungsverbot die DDR 1949 verlassen konnte, reiste Fischer ihm 1951 nach Münster nach. Ausschlaggebend für seine Flucht in den Westen war eine missglückte Flugblattaktion seiner "Kampfgruppe gegen Unmenschlichkeit" bei der Leipziger Frühjahrsmesse. Durch die Flucht entging er einer in Abwesenheit verhängten Anklage wegen Landesverrates. In Münster studierte Fischer eine Zeit lang gemeinsam mit Marian Heitger. Dort wurde er am 24. Februar 1953 mit einer Arbeit über die Probleme des literarischen Ausdrucks im Jugendalter zum Dr. phil. promoviert. Anschließend arbeitete er vier Jahre lang als Gemeindejugendleiter (1953–1954), Religionslehrer, Berufsschullehrer (1954–1957) und als Dozent in Heimleiter-Lehrgängen der Evangelischen Heimstatthilfe, ehe er 1957 beim „Studienbüro für Jugendfragen“ in Bonn eine erste wissenschaftliche Anstellung bekam. 1958 wurde er auf eine Dozentur für Allgemeine Pädagogik an der Pädagogischen Akademie Wuppertal berufen und ebendort 1962 zum Professor der PH Wuppertal ernannt. 1963 wurde er an die Pädagogische Hochschule (PH) der Universität-Erlangen-Nürnberg berufen und außerordentlicher Professor. In Nürnberg war er zwei Jahre lang als Vorstand (Rektor 1967/1868) der PH tätig. 1968 wurde er ordentlicher Professor. Nebenamtlich war er zeitweilig Direktor der Victor-Gollancz-Akademie für Jugendhilfe in Erlangen. Nach Lehraufträgen an den Universitäten Erlangen und Mainz folgten Rufe an die Universitäten Klagenfurt und Trier. Am 23. Mai 1972 nahm Fischer einen Ruf an die neu gegründete Gesamthochschule und spätere Gerhard-Mercator-Universität in Duisburg auf eine ordentliche Professur für Allgemeine Pädagogik an, die er vor allem als Philosophie der Bildung auslegte. Die gleichzeitige Berufung seines Nürnberger Assistenten Jörg Ruhloff auf eine Dozentur in Duisburg begünstigte die Fortsetzung einer lebenslangen Zusammenarbeit.
Von 1972 bis zu seinem Lebensende leitete Fischer sein Colloquium Paedagogicum, ein Arbeits- und Diskussionstreffen, zu dem auch auswärtige Pädagogen stießen und das sich 1994 mit einer Jubiläumsschrift zu pädagogisch-wissenschaftlich grundlegenden Themen präsentierte. In seiner Zeit in Duisburg hatte er die Ämter des Prodekans und Dekans inne. Hier war er auch ständiges Mitglied der Arbeitsgruppe Pädagogikunterricht, Erzieher- und Elternausbildung und bis zu seinem Tod Mitglied der Forschungsgruppe Didaktik der Philosophie. Am 28. Februar 1993 wurde er in Duisburg von seinen Lehrverpflichtungen entbunden, lehrte jedoch noch regelmäßig bis Dezember 1997 als Emeritus weiter. Mit einer Festschrift zum 61. Geburtstag wurde sein Werk 1988 von Schülern und Kollegen gewürdigt. Am 12. Juni 1998 starb Wolfgang Fischer an den Folgen einer Krebserkrankung.

## Werk
Bekannt wurde Wolfgang Fischer vor allem durch die von ihm eingeleitete skeptische Wende in der transzendentalphilosophischen Pädagogik.

### Ursprünge Fischers in der transzendentalphilosophischen Pädagogik
Fischer folgte in seinen Anfängen der Auffassung, dass pädagogische Theorie der pädagogischen Praxis zu dienen habe. Theorie soll praktische Fragen in einem Für-und-Wider gedanklich-argumentativ durchdringen und so Antworten auf einsichtige pädagogische Prinzipien stellen. Mit Herbart verstand er eine theorielose Praxis als bloßen Schlendrian. Hintergrund seines Verständnisses von der Pädagogik als Wissenschaft gab Alfred Petzels transzendentalphilosophische Pädagogik. Transzendentalphilosophische Pädagogik wurde im Anschluss an Kants Transzendentalphilosophie unter anderem von den Neukantianern Paul Natorp, Richard Hönigswald und Jonas Cohn formuliert. Wie Kants kritische Philosophie soll pädagogische Wissenschaft apodiktische, das heißt unumstößlich gewisse Erkenntnisse an den Tag bringen. Solch Gewissheit kann nicht aus Sinnes- oder Erfahrungsurteilen entstammen, denn diese können nur sagen, wie etwas beschaffen ist, aber nicht, warum es notwendigerweise so beschaffen sein muss. Apodiktische Gewissheit, sollen sie nicht rein analytisch-tautologisch sein, liefern nur synthetische Erkenntnisse a priori, das sind Erkenntnisse, die rein und notwendig aus der Verstandestätigkeit alleine entstammen. Diese Erkenntnisse sind daher denkende Reflexion auf das Denken, die Verstandestätigkeit untersucht sich selbst. Genau diese Beschäftigung bzw. die Erkenntnis „mit unserer Erkenntnisart von Gegenständen“ nennt Kant transzendental. Die transzendentale Kritik ist bei Kant eine notwendige Vorbereitung zu einer Wissenschaft als System. Transzendentalphilosophische oder prinzipienwissenschaftliche Pädagogik versucht nun aus dem Begriff der Pädagogik denkend ein System zu schaffen. Zu dieser ersten Schaffensperiode bestimmte Fischer das Fragen als die Grundstruktur des menschlichen Ichs. Die jeweilige Fragehaltung des Menschen korreliert hierbei mit einzelnen Phasen der Entwicklung zum erwachsenen Menschen. Er schließt sich dabei der Entwicklungstheorie Alfred Petzelts an und erforscht auf der Basis von Selbstzeugnissen die Fragehaltung des frühen und des späten Jugendalters. Stärker als Petzelt akzentuiert er den pädagogischen Grundzug menschlichen Werdens im Unterschied zu einer rein psychologischen Entwicklungstheorie. Jede der sogenannten Entwicklungsphasen bedeutet für den sich entwickelnden Menschen, eine bestimmte Fragedimension und Aufgabenhaltung zur selbständigen Erfüllung zu entfalten. Ausprägung und Qualität der Erfüllung sind angewiesen auf und abhängig von dialogisch-pädagogischer Anregung und Leitung.

### Die skeptische Wende
Fischers Nürnberger Antrittsvorlesung Erneute, die Geschichte berücksichtigende Erörterung der Frage, ob die Pädagogik eine Wissenschaft sei oder abgebe (1966) leitet seine zweite Schaffensperiode und damit die skeptische Wende in der transzendentalphilosophischen Pädagogik ein. Zu dieser Zeit räumt er der Pädagogik noch zwei Möglichkeiten ein, diesem gerecht zu werden. Unter gewissen Bedingungen lässt sich Pädagogik einerseits als Sollenswissenschaft betreiben. Andererseits – und dieser Weg sollte im Folgenden für Fischer bestimmend werden – könnte die Pädagogik als philosophische Wissenschaft aber auch „kritisch-reflexive Aufdeckung und Auflösung jener dogmatisch-metaphysischen Grundentscheidungen“ sein. In dieser Wissenschaft geht es also darum, die Zusammenhänge zwischen philosophisch-pädagogischen Dogmen und den daraus resultierenden Konsequenzen in der Theorie zu untersuchen. Für die pädagogische Praxis leistet diese Wissenschaft unmittelbar nichts Konstruktives, die Praxis soll vielmehr den „Charismatikern“ überlassen werden, denen ja nicht verboten ist, „exaktes Wissensmaterial sich dienstbar zu machen“.
Mit seinem Aufsatz Transzendentalkritische Pädagogik (1979) wendet er sich von jeglicher konstruktiv Aufgaben anweisenden Konzeption wissenschaftlich-pädagogischer Theorie ab und entscheidet sich für den kritisch-reflexiven Weg. Mit Kant bestimmt er eine Art Motto für seine Transzendentalkritische Pädagogik.
„Der größte und vielleicht einzige Nutzen aller Philosophie […] ist also wohl nur negativ; da sie nämlich nicht, als Organon, zur Erweiterung [unserer Erkenntnis], sondern, als Disziplin, zur Grenzbestimmung dient und, anstatt Wahrheit zu entdecken, nur das stille Verdienst hat, Irrtümer zu verhüten.“.
Dabei bleibt die transzendentalkritische Pädagogik der neukantianisch geprägten Pädagogik insofern treu, als sie die Legitimierung einer jeden Pädagogik als Wissenschaft und Praxis untersucht. Transzendentalkritische Pädagogik selbst wird aber nicht mehr als Metaphysik bzw. Prinzipien-Lehre bestimmt, sondern gerade als deren Aufklärung und Kritik. Die Aufgabe einer solchen Wissenschaft sei es, letztgültige Legitimationsansprüche zu untersuchen, nicht pauschalisierend abzulehnen, sondern durch immanente Kritik als Täuschungen zu entlarven. Methodisch eine gewichtige Rolle in dieser Wissenschaft spielen die zwei Begriffe Kritik und Skepsis.

#### Kritik
Fischer bestimmt im Aufsatz Über das Kritische in einer „transzendentalkritischen Pädagogik“ (1983) drei Funktionen der Kritik: Sie negiert erstens in pädagogischen Theorien zeitlose und zeithafte Letztheitsansprüche, sie wirkt als „Katharsis der Seele“, insofern sie nachfragt, wenn unplausibel argumentiert wurde und sie deckt drittens die unzulänglichen Lösungskapazitäten des je vorhandenen Wissens auf. Dabei kann Kritik nicht positionell, sondern nur immanente Kritik sein. Das bedeutet, Fischers skeptische Kritik nimmt den Maßstab aus dem Kritisierten selbst, um es zu untersuchen und in seinem Letztbegründungsanspruch widerlegen. Allerdings kann sie nicht erklären, warum die Skepsis einsetzen soll – es sei denn mit einer Sollensbegründung, die – als anderen gelehrte – genau jene pädagogischen Implikationen hat, die Fischer nicht aussprechen möchte.

#### Skepsis
Um den Begriff der Skepsis näher zu bestimmen, hebt Fischer in seinem Aufsatz Über den Mangel an Skepsis in der Pädagogik (1990/91) diese vom gewöhnlichen Zweifel und einer positionellen pädagogischen Skepsis ab. Unter gewöhnlichem Zweifel versteht Fischer die alltagsverständliche Skepsis oder den Zweifel. Diese Art von Skepsis ergibt sich dadurch, dass Menschen die Erfahrung machen, dass ein Irrtum nicht oder sogar nie ausgeschlossen ist. Diese Erfahrung führt zu einer skeptischen Vorsicht nicht alles ohne Misstrauen als wahr zu erachten. Der gewöhnliche Zweifel schließt weder etwas grundsätzlich aus, noch anerkennt er prüfungslos eine Behauptung. Genauso wie dieser Zweifel, erstreckt sich auch die zweite Art einer Skepsis, genannt positionelle pädagogische Skepsis, nicht auf ein tieferliegendes Überzeugungssystem. Die positionelle Skepsis urteilt – im Gegensatz zum gewöhnlichen Zweifel – jedoch von einer Position her. Eine solche Position mag eine konträr gelagerte Doktrin oder eine erfahrungsgesättigte Grundeinstellung sein. So kommt es, anders als bei der ersten Art der Skepsis, hier zu einem Verdikt, das Urteil über einen Gegenstand bleibt also nicht in der Schwebe. Abgrenzend von diesen beiden Arten der Skepsis bestimmt Fischer die radikale pädagogische Skepsis als weitreichender. Lediglich die radikale Skepsis untersucht das immer im Spiel seiende Grundlagenwissen einer Behauptung. Die radikale Skepsis entscheidet daher nicht zwischen zwei Streitpunkten, sondern versucht eventuelle Täuschungen aufzudecken. Dabei urteilt die radikale Skepsis nicht aus einer externen Perspektive, wie die positionelle pädagogische Skepsis, sondern analysiert den Gegenstand gleichsam von innen heraus. Sie erspäht, erwägt, untersucht und bedenkt das Zugrundeliegende. Für sein Verständnis von Skepsis bezieht sich Fischer insbesondere auf Sokrates, wie er in den frühen Dialogen Platons geschildert wird.

### Buchveröffentlichungen
Primärliteratur
- Erneute, die Geschichte der Pädagogik berücksichtigende Erörterung der Frage, ob die Pädagogik eine Wissenschaft sei oder abgebe. In: Marian Heitger, Heinz-Jürgen Ipfling (Hrsg.): Pädagogische Grundprobleme in transzendentalkritischer Sicht. Julius Klinkghard, Bad Heilbrunn 1969 [1966], S. 106–121.
- Unterwegs zu einer skeptisch-transzendentalkritischen Pädagogik. Ausgewählte Aufsätze 1979–1988. Academia Verlag Richarz, Sankt Augustin 1989.
- Unterwegs zu einer skeptisch-transzendentalkritischen Pädagogik. Ausgewählte Aufsätze 1979–1988. Academia Verlag Richarz, Sankt Augustin 1989.
- Über den Mangel an Skepsis in der Pädagogik (1990/91). In: Wolfgang Fischer, Jörg Ruhloff (Hrsg.): Skepsis und Widerstreit. Neue Beiträge zur skeptisch-transzendentalkritischen Pädagogik. Academia Verlag, Sankt Augustin 1993.
- als Hrsg.: Colloquium Paedagogicum (1994). Studien zur Geschichte und Gegenwart transzendentalkritischer und skeptischer Pädagogik. Academia Verlag, Sankt Augustin 1994.
- Sokrates pädagogisch (2004). Hrsg. von Jörg Ruhloff und Christian Schönherr. Königshausen & Neumann, Würzburg 2004.

Weitere Veröffentlichungen (Auswahl)
- als Hrsg.: Einführung in die pädagogische Fragestellung. 2 Teile. 1961–1963.
- Paul Natorp. Pädagogik und Philosophie. 1964.
- Was ist Erziehung? 1966.
- Der junge Mensch. 2. Auflage. 1967.
- Neue Tagebücher von Jugendlichen. 2. Auflage. 1968.
- als Hrsg.: Sexualpädagogik. 2. Teile. 1971–1973.
- Aufsätze zur Problematik des Unterrichtens. 1972.
- Schule und kritische Pädgogik. 1972.
- Schule als parapädagogische Organisation. 1978.

### Sekundärliteratur
- Fischer, Wolfgang. (2) In: Walter Habel (Hrsg.): Wer ist wer? Das deutsche Who’s who. 24. Ausgabe. Schmidt-Römhild, Lübeck 1985, ISBN 3-7950-2005-0, S. 311–312.
- Dieter-Jürger Löwisch, Jörg Ruhloff, Peter Vogel (Hrsg.): Pädagogische Skepsis. Wolfgang Fischer zum einundsechzigsten Geburtstag (1988). Academia Verlag Richarz, Sankt Augustin 1988.
- Jörg Ruhloff: Skeptischer Einsatz in der Pädagogik. Zum wissenschaftlichen Werk von Wolfgang Fischer. In: Unsere Duisburger Hochschule. Zeitschrift der Duisburger Universitätsgesellschaft. 51. Jg., Ausgabe 1 und 2, 1999, S. 38–46.
- Volker Ladenthin: Skepsis oder Bildung? Anfragen an die skeptisch-transzendentalkritische Pädagogik. In: Vierteljahrsschrift für wissenschaftliche Pädagogik. Band 70, 1994.,S. 33–53.
- Oskar Dangl: Die Herkunft der skeptischen Pädagogik. Peter Lang – Europäischer Verlag der Wissenschaften, Frankfurt am Main 2002.
- Jörg Ruhloff: Von der prinzipienwissenschaftlichen Pädagogik zur pädagogischen Skepsis. In: Norbert Meder (Hrsg.): Zwischen Gleichgültigkeit und Gewissheit. Herkunft und Wege pädagogischer Skepsis. Beiträge zum Werk Wolfgang Fischers. Verlag Königshausen & Neumann, Würzburg 2003.
- Christian Schönherr: Skepsis als Bildung? Skeptisch-transzendentalkritische Pädagogik und die Frage nach ihrer „Konstruktivität“. Verlag Königshausen & Neumann, Würzburg 2003, ISBN 3-8260-2441-9.
- Henrik Westermann: Prinzip und Skepsis als Grundbegriffe der Pädagogik. Peter Lang, Frankfurt am Main 2005.
- Reiner Franz Rau: Einführung in die Frage nach pädagogischer Rechtmäßigkeit in Theorie und Praxis. Transzendentalkritische Wege bei M. Heitger und W. Fischer. Books on Demand, Norderstedt 2011.